# Lancia LC1
La Lancia LC1 est une barquette de course de la catégorie Groupe 6 construite par Lancia pour permettre à la Scuderia Lancia de concourir en Championnat du monde des voitures de sport et aux 24 Heures du Mans.
Une évolution « fermée » a été développée en 1983 pour répondre à la réglementation du Groupe C.

## Historique
En 1982, la Lancia Montecarlo n'est engagée qu'à quelques reprises en Gr5 (Monza, Silverstone, Le Mans et Mugello), sans résultats notables, car Cesare Fiorio a décidé de s'engager en Groupe 6. Tous les efforts se focalisent sur la conception de la Lancia LC1, une barquette qui conserve le quatre en ligne turbocompressé de 1 425 cm3 de la Lancia Montecarlo et dont le châssis est conçu chez Dallara. 
La LC1 va avoir une carrière sportive très limitée car le Groupe 6 va céder la place au Groupe C. La FIA, pour pousser les constructeurs vers cette nouvelle catégorie, précise que, si elles sont toujours autorisées à courir, les Groupe 6 n'inscriront pas de point au championnat (seuls les pilotes pourront, pour leur propre championnat). 
La LC1 est une voiture de transition vers le Groupe C dont le développement ne sera jamais poussé. Pour son unique saison en WSC, elle remporte trois courses (6 heures de Silverstone, 1 000 km du Nurburgring et du Mugello) et signe trois pole positions. Riccardo Patrese lutte longtemps pour le titre pilote mais s'incline finalement face à Jacky Ickx sur Porsche. 
Les LC1 disputeront encore une saison en compétition au sein de l'écurie privée Sivama Motor qui dote la barquette d'un cockpit pour s'adapter à la réglementation du Groupe C,.

## Palmarès

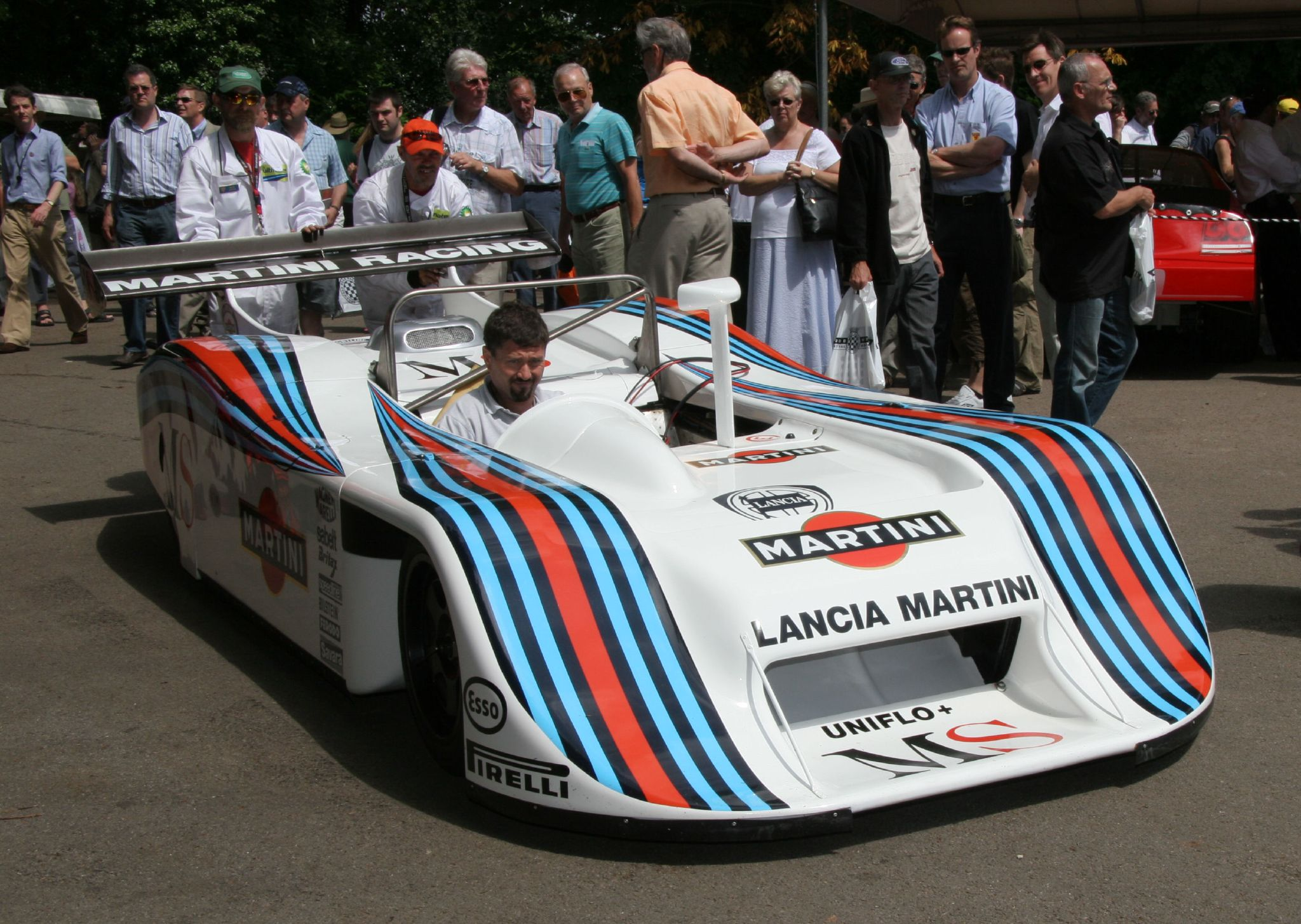
La LC1 au Goodwood Festival en 2006

- Championnat du monde des voitures de sport
  - Vainqueur des 6 Heures de Silverstone en 1982
  - Vainqueur des 1 000 kilomètres du Nürburgring en 1982
  - Vainqueur des 1 000 kilomètres de Mugello en 1982

- 24 Heures du Mans
  - Participations en 1982 et 1983
  - La voiture n'a jamais été classée à l'arrivée.